# Още нещо за любовта
„Още нещо за любовта“ е български игрален филм от 2010 година на режисьора Магдалена Ралчева, по сценарий на Георги Данаилов. Оператор е Александър Лазаров.

## Актьорски състав
Роли във филма изпълняват актьорите:
- Калин Врачански - д-р Иван Руменов, асистент на проф. Александър Станишев
- Симеон Лютаков – фотографа Дикран
- Сепиде Делфоруз (Барджасте) – Мелвин, годеницата на Дикран
- Мария Статулова – майката на Дикран
- Велко Кънев – индустриалец, арменец
- Йосиф Шамли – Стефан, началник на болницата
- Димо Алексиев – приятел на Дикран
- Любомир Бъчваров
- Богомил Атанасов
- Стефан Щерев – милиционер
- Емил Котев – санитар в болницата
- Йордан Биков – Бай Симо, портиер в болницата
- Любомир Фърков – пациент в болницата
- Надя Савова – хазяйка на д-р Руменов

## Сценарий
Филмът е създаден по действителен случай. Историята ни пренася в 1945 г., когато младият д-р Иван Руменов, асистент на разстреляния от Народния съд проф. Александър Станишев (известен учен, хирург, създател на новата българска клинична хирургия, министър на вътрешните работи и народното здраве), е интерниран във Варна. Заминавайки за морския град, Руменов губи възможността да остане до жената, която обича, но печели място в сърцата на други добри хора. Там той се запознава с арменеца фотограф Дикран, любимец на целия град. Чрез Дикран д-р Руменов преоткрива истинското приятелство и радостта от живота. За беда, Дикран претърпява злополука и състоянието му е критично. Лекарите не дават никаква надежда за живота му. Тогава в болницата се появява красива жена, която настоява да се омъжи за Дикран, независимо от безнадеждното му състояние…

## Факти за филма
- Това е последният филм на актьора Велко Кънев.